# Radu Podgorean
Radu Podgorean (* 22. März 1955 in Bukarest) ist ein rumänischer Politiker und ehemaliges Mitglied des Europäischen Parlaments für die Partidul Social Democrat. Im Zuge der Aufnahme Rumäniens in die Europäische Union gehört er vom 1. Januar bis zum 9. Dezember 2007 dem Europäischen Parlament an und war dort Mitglied in der Sozialdemokratischen Fraktion im Europäischen Parlament.
Er ist seit dem 19. Januar 2013 Staatssekretär im rumänischen Außenministerium.

## Posten als MdEP
- Mitglied im Ausschuss für Landwirtschaft und ländliche Entwicklung
- Mitglied im Petitionsausschuss
- Mitglied in der Delegation für die Beziehungen zu Iran
- Stellvertreter im Ausschuss für bürgerliche Freiheiten, Justiz und Inneres
- Stellvertreter in der Delegation für die Beziehungen zu der Volksrepublik China